# Фукоово клатно
Фукоово клатно је експеримент који јасно доказује да се Земља окреће око своје осе, а први га је извео Леон Фуко 1851. године. Прво Фукоово клатно састојало се од 28 килограма тешких оловних куглица обложених месингом, окачених о нит дугу 67 метара (период осциловања био је 17 секунди), унутар куполе Пантеона у Паризу. На доњем крају кугле налазила се оловка која је исписивала трагове клатна на плочи посутој песком. Из ротације трагова утврђено је да се равнина клатна на плочи окреће као резултат ротације Земље око своје осе. На географској ширини у Паризу је предвиђен помак од 11 степени (у смеру казаљке на сату) на сат, па је Фукоовом клатну требало 32,7 сати да направи пун круг. Фукоово клатно се сада налази у музејима широм света. Чак и зграда Уједињених нација у Њујорку има једно Фукоово клатно. На северном и јужном полу раван осциловања направила би пуни круг за 24 сата, на 45 степени географске ширине за око 34 сата, на екватору би мировала.

## Оригинално Фукоово клатно
Прва јавна изложба Фукоовог клатна одржана је фебруара 1851. у Меридијану Париске опсерваторије. Неколико недеља касније, Фуко је направио своје најпознатије клатно када је окачио месингом превучени оловни пловак од 28 kg (62 lb) на жицу дугу 28 kg (62 lb) са куполе Пантеона у Паризу. Прави период клатна је био приближно {\textstyle 2\pi {\sqrt {l/g}}\approx 16.5\,\mathrm {s} }. Пошто је географска ширина његове локације била {\displaystyle \phi =\mathrm {48^{\circ }52'N} }, раван замаха клатна направила је пун круг за приближно {\textstyle {\frac {\mathrm {23h56'} }{\sin \phi }}\approx \mathrm {31.8\,h} \;(\mathrm {31\,h\,50\,min} )}, ротирајући у смеру казаљке на сату приближно 11,3° на сат.
Оригинални пловак који је коришћен 1851. у Пантеону премештен је 1855. на Конзерваторијум за уметности и занате у Паризу. Друга привремена инсталација направљена је за 50. годишњицу 1902. године.
Током реконструкције музеја 1990-их, оригинално клатно је привремено било изложено у Пантеону (1995), али је касније враћено у Музеј уметности и заната пре него што је поново отворено 2000. године. Дана 6. априла 2010, пукао је кабл којим је био окачен пловак у Музеју уметности и заната, што је проузроковало штету на клатну и мермерном поду музеја. Оригинално, сада оштећено клатно је приказан у посебном кућишту поред тренутног приказа клатна.
Тачна копија оригиналног клатна ради под куполом Пантеона у Паризу од 1995. године.

## Објашњење механике
Било на географском северном полу или географском јужном полу, раван осциловања клатна остаје фиксирана у односу на удаљене масе свемира док се Земља ротира испод ње, при чему је потребан један звездани дан да заврши ротацију. Дакле, у односу на Земљу, раван осциловања клатна на Северном полу – гледано одозго – пролази кроз пуну ротацију у смеру казаљке на сату током једног дана; клатно на Јужном полу ротира супротно од казаљке на сату.
Када је Фукоово клатно окачено на екватору, раван осциловања остаје фиксирана у односу на Земљу. На другим географским ширинама, раван осциловања прецесира у односу на Земљу, али спорије него на полу; угаона брзина, ω (мерено у степенима у смеру казаљке на сату по звезданом дану), пропорционална је синусу географске ширине, φ:
{\displaystyle \omega =360^{\circ }\sin \varphi \ /\mathrm {day} ,}
где су географске ширине северно и јужно од екватора дефинисане као позитивне и негативне. „Дан клатна“ је време потребно да раван слободно суспендованог Фукоовог клатна заврши привидну ротацију око локалне вертикале. Ово је један звездани дан подељен са синусом географске ширине. На пример, Фукоово клатно на 30° јужне географске ширине, посматрано одозго од стране посматрача са Земље, ротира у смеру супротном од казаљке на сату за 360° за два дана.
Користећи довољну дужину жице, описани круг може бити довољно широк да се тангенцијално померање дуж мерног круга између две осцилације може видети оком, што Фукоово клатно чини спектакуларним експериментом: на пример, оригинално Фукоово клатно у Пантеону се креће кружно, са амплитудом клатна од 6 метара, за око 5 mm сваког периода.
Фукоово клатно захтева пажљиво постављање јер непрецизна конструкција може изазвати додатно скретање које маскира земаљски ефекат. Као што је приметио каснији нобеловац Хејке Камерлинг Онес, који је развио потпунију теорију Фукоовог клатна за своју докторску тезу (1879), геометријска несавршеност система или еластичност потпорне жице може изазвати интерференцију између два хоризонтална начина осциловања, што је проузроковало да Онесово клатно пређе са линеарног на елиптичко осциловање за сат времена. Почетно лансирање клатна је такође критично. Традиционални начин да се то уради је да се пламеном прогори конац који привремено држи пловак у његовој почетној позицији, чиме се избегава нежељено бочно померање (погледајте детаљ лансирања на 50. годишњицу 1902).
Отпор ваздуха пригушује осцилације, тако да нека Фукоова клатна у музејима укључују електромагнетни или други погон да би се клатна љуљала; други се редовно покрећу, понекад уз церемонију лансирања као додатну атракцију. Поред отпора ваздуха (употреба тешког симетричног клатна је да смањи силе трења, углавном отпора ваздуха симетричним и аеродинамичним пловцима), други главни инжењерски проблем у стварању Фукоовог клатна од 1 метра данас је да се обезбеди да нема преференције правца замаха.